# Budweiser Rocket
 (avril 2021).
Si vous disposez d'ouvrages ou d'articles de référence ou si vous connaissez des sites web de qualité traitant du thème abordé ici, merci de compléter l'article en donnant les références utiles à sa vérifiabilité et en les liant à la section « Notes et références ».

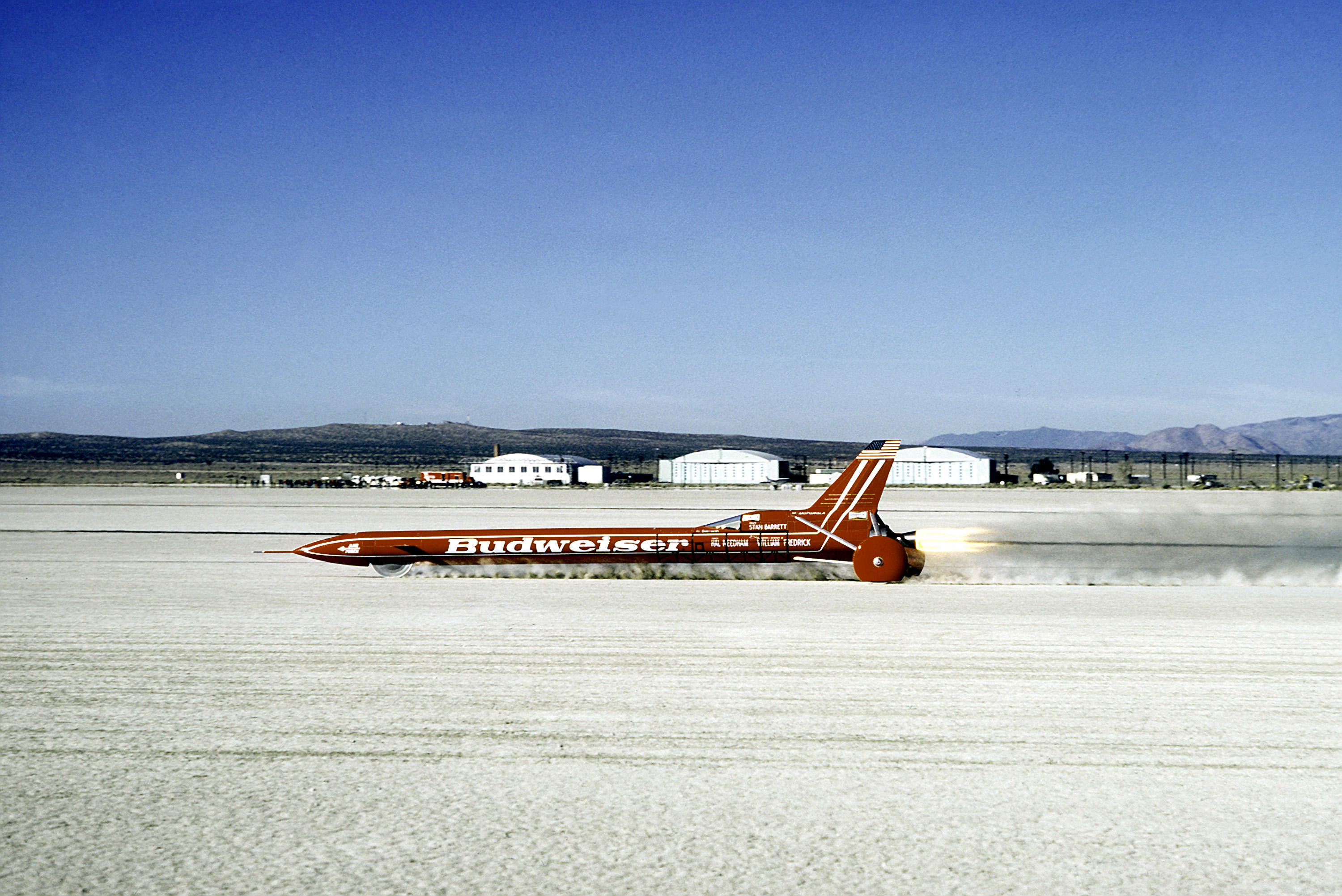
Vue latérale gauche de la Budweiser Rocket Car, pilotée par Stan Barrett, ancien technicien médical de l'armée de l'air, utilisée pour franchir le mur du son pour la première fois sur terre.

La Budweiser Rocket (« Fusée Budweiser ») est un véhicule terrestre qui a pris part à la course au Record de vitesse terrestre à la fin des années 1970. D'après des données non officielles et contestées, ce véhicule aurait été le premier engin terrestre piloté à franchir le mur du son.

## Le véhicule
Cet engin à trois roues était équipé de deux moteurs-fusées, un principal à ergols liquides de 48 000 ch et un booster d'appoint à poudre (en fait un étage propulseur de missile Sidewinder de 3 tonnes de poussée), le ralentissement après l'essai était assuré par un parachute.
Son nom vient du principal sponsor du projet, une célèbre marque de bière américaine, Budweiser. L'engin est aujourd'hui exposé au musée du Talladega Superspeedway, Alabama (International Motorsports Hall of Fame & Museum).

## Record de vitesse
La Budweiser Rocket a établi une performance non officielle de Mach 1,0106 le 17 décembre 1979, soit 1 190,377 km/h (la vitesse du son était de 1 178 km/h au moment de l'essai). Elle était pilotée par Stan Barrett (en), un cascadeur américain. Cette performance s'est déroulée sur le sol de la base aérienne militaire Edwards en Californie.
Le record n'a pas été homologué pour plusieurs raisons ; aucun officiel des différents organismes pratiquant ce type d'homologation n'était présent pendant cet essai et, de toutes façons, la vitesse n'aurait été atteinte que pendant un bref instant alors que celle-ci doit être mesurée sur une distance d'au moins 1 km ou 1 mile, aller et retour (dans la limite de temps d'une heure au total pour les deux runs), pour ce type de record.
La vitesse enregistrée par un radar de l'US Air Force a été de 61 km/h, à la suite d'une erreur (apparemment la vitesse d'un camion qui passait par là). Près de huit heures après la tentative, une vitesse fut annoncée, basée sur  les données enregistrées par l'accéléromètre du véhicule lui-même. Ces données n'ont jamais été rendues publiques. De plus, d'après les témoins, aucun bang supersonique n'a été perçu pendant la tentative.
Le record officiel est détenu par le véhicule britannique Thrust SSC.